# (89830) 2002 CE
2002 سي إي (ويعرف أيضًا باسم (89830) 2002 سي إي وفق تسمية الكوكب الصغير) (بالإنجليزية: 2002 CE)‏ هو كويكب ضمن حزام الكويكبات؛ وترتيبه 89830 من حيث الاكتشاف.
اكتُشف هذا الجُرم الفلكي بواسطة بحث لنكولن عن الكويكبات القريبة من الأرض في 1 فبراير 2002.

## وصلات خارجية
- (89830) 2002 CE في قاعدة بيانات مختبر الدفع النفاث لأجرام النظام الشمسي الصغيرة

- الاكتشاف · مخطط المدار ·  العناصر المدارية · المعلمات المادية

- (89830) 2002 CE على موقع ويكي سكاي: DSS2, SDSS, GALEX, IRAS, Hydrogen α, X-Ray, Astrophoto, Sky Map, Articles and images